# Artemidora
Artemidora är ett släkte av fjärilar. Artemidora ingår i familjen mätare.
Kladogram enligt Catalogue of Life:
| Artemidora | \| \| Artemidora aksua \| \| \| \| \| \| Artemidora alpherakyi \| \| \| \| \| \| Artemidora maracandaria \| \| \| \| \| \| Artemidora symmetrica \| \| \| \| |
|            | \| \| Artemidora aksua \| \| \| \| \| \| Artemidora alpherakyi \| \| \| \| \| \| Artemidora maracandaria \| \| \| \| \| \| Artemidora symmetrica \| \| \| \| |
|            | Artemidora aksua |
|            | |
|            | Artemidora alpherakyi |
|            | |
|            | Artemidora maracandaria |
|            | |
|            | Artemidora symmetrica |
|            | |